# Nico Fidenco
Domenico Colarossi , cunoscut drept Nico Fidenco (n. 24 ianuarie 1933, Roma, Regatul Italiei – d. 18 noiembrie 2022, Roma, Italia) a fost un cantautor, compozitor și actor italian.

## Discografie italianâ

### Albume de studio
- 1961 - Nico Fidenco
- 1963 - Per noi due
- 1965 - Musica per innamorati
- 1966 - Nico Fidenco Show
- 1970 - La mia estate con Cinzia
- 1981 - La mia mania
- 1989 - Direzione vietata
- 1998 - La canzone d'Italia

### EP
- 1961 - Exodus
- 1961 - Legata a un granello di sabbia/Ridi, ridi/Tornerai...Suzie/Il mondo di Suzie Wong

## Filmografie parțială

### Actor
- Pesci d'oro e bikini d'argento, regia Carlo Veo (1961)
- Un marito in condominio, regia  Angelo Dorigo (1963)
- L'hobby regia di Lucio Fulci (1964)
- Appuntamento a Dallas, regia  Piero Regnoli (1964)
- Trio, regia  Gianfranco Mingozzi (1967)

### Autor de coloană sonoră
- Pesci d'oro e bikini d'argento, regia Carlo Veo (1961)
- 2 samurai per 100 geishe, regia Giorgio Simonelli (1962)
- Un marito in condominio, regia Angelo Dorigo (1963)
- Appuntamento a Dallas (Destination Miami: Objective Murder), regia Piero Regnoli (1964)
- All'ombra di una colt, regia Giovanni Grimaldi (1965)
- Per il gusto di uccidere, regia Tonino Valerii (1966)
- Dinamite Jim, regia Alfonso Balcázar (1966)
- Ringo il texano (The Texican), regia Lesley Selander (1966)
- Supercolpo da 7 miliardi, regia Bitto Albertini (1966)
- 2+5 missione Hydra, regia Pietro Francisci (1966)
- John il bastardo, regia Armando Crispino (1967)
- Bang Bang Kid, regia Giorgio Gentili (1967)
- Uno di più all'inferno, regia di Giovanni Fago (1968)
- Lo voglio morto, regia di Paolo Bianchini (1968)
- All'ultimo sangue, regia di Paolo Moffa (1968)
- La strana legge del dott. Menga (No desearás la mujer del vecino), regia di Fernando Merino (1971)
- Campa carogna... la taglia cresce, regia Giuseppe Rosati (1973)
- Crash! Che botte... Strippo strappo stroppio, regia Bitto Albertini (1973)
- La principessa sul pisello, regia Piero Regnoli (1973)
- Bruna, formosa, cerca superdotato, regia Alberto Cardone (1973)
- La ragazzina, regia Mario Imperoli (1974)
- Emanuelle nera, regia Bitto Albertini (1975)
- Emanuelle nera - Orient Reportage, regia Joe D'Amato (1976)
- Emanuelle in America, regia Joe D'Amato (1976)
- La pretora, regia Lucio Fulci (1967)
- Candido erotico, regia Claudio De Molinis (1977)
- Emanuelle - Perché violenza alle donne?, regia Joe D'Amato (1977)
- Emanuelle e gli ultimi cannibali, regia Joe D'Amato (1977)
- Il mondo dei sensi di Emy Wong, regia Bitto Albertini (1977)
- La via della prostituzione, regia Joe D'Amato (1978)
- Immagini di un convento, regia Joe D'Amato (1979)
- 3 Supermen contro il Padrino, regia Italo Martinenghi (1979)
- Sesso nero, regia Joe D'Amato (1980)
- Zombi Holocaust, regia Marino Girolami (1980)
- Porno Holocaust, regia Joe D'Amato (1981)
- Che casino... con Pierino!, regia Bitto Albertini (1982)
- Nudo e crudele, regia Bitto Albertini (1984)
- Bambola di carne, regia Andrea Bianchi (1995)